# Championnat d'Irlande de rugby à XV 2010-2011
Navigation
Championnat 2009-10 Ulster Bank League 2011-2012
Le Championnat d'Irlande de rugby à XV 2010-2011 ou Ulster Bank League 2010-2011 oppose les seize meilleurs clubs d'Irlande répartis en deux divisions. Cette 21e édition du championnat est remporté par le club d'Old Belvedere RFC. Old Belvedere l'emporte en battant en finale le club de Cork Constitution.

## Liste des équipes en compétition
| Division 1A - Cork Constitution RFC - Old Belvedere RFC - Young Munster RFC - St. Mary's College RFC - Blackrock College RFC - Dolphin RFC - Shannon RFC - Garryowen FC | Division 1B - Clontarf FC - Lansdowne RFC - Buccaneers RFC - UL Bohemian RFC - Dungannon - UC Cork RFC - Galwegians RFC - Bruff RFC |

## Saison régulière

### Division 1A
| Cork Constitution RFC Old Belvedere RFC Young Munster RFC St. Mary's College RFC Blackrock College RFC Dolphin RFC Shannon RFC Garryowen Football Club |

| Équipe                  | Stade             | Capacité | Ville     |
| ----------------------- | ----------------- | -------- | --------- |
| Cork Constitution RFC   | Temple Hill       | 1 000    | Cork      |
| Old Belvedere RFC       | Anglesea Road     |          | Dublin    |
| Young Munster RFC       | Tom Clifford Park |          | Limerick  |
| St. Mary's College RFC  | Templeville Road  |          | Dublin    |
| Blackrock College RFC   | Stradbrook        |          | Blackrock |
| Dolphin RFC             | Musgrave Park     | 9 251    | Cork      |
| Shannon RFC             | Thomond Park      | 26 500   | Limerick  |
| Garryowen Football Club | Dooradoyle        | 1 500    | Limerick  |

### Classement
| Rang | Club                  | J  | V  | N | D | Bo | Bd | Pm  | Pe  | Diff | Pts |
| ---- | --------------------- | -- | -- | - | - | -- | -- | --- | --- | ---- | --- |
| 1    | Cork Constitution (T) | 14 | 10 | 2 | 2 | 2  | 1  | 275 | 179 | +96  | 47  |
| 2    | Old Belvedere         | 14 | 9  | 1 | 4 | 4  | 2  | 279 | 197 | +82  | 44  |
| 3    | Young Munster         | 14 | 8  | 0 | 6 | 1  | 4  | 220 | 197 | +23  | 37  |
| 4    | St. Mary's College    | 14 | 7  | 0 | 7 | 3  | 4  | 278 | 224 | +54  | 35  |
| 5    | Blackrock College     | 14 | 6  | 0 | 8 | 1  | 3  | 267 | 304 | -37  | 28  |
| 6    | Dolphin               | 14 | 5  | 1 | 8 | 0  | 4  | 221 | 274 | -53  | 26  |
| 7    | Shannon               | 14 | 5  | 0 | 9 | 2  | 4  | 225 | 327 | -102 | 26  |
| 8    | Garryowen             | 14 | 3  | 2 | 9 | 1  | 5  | 204 | 267 | -63  | 22  |

|  | Qualifiés pour les demi-finales (no 1, no 2, no 3). |
|  | Barrage vs 3e Division 1B (no 8).                   |
|  | T : Tenant du titre 2010                            |

### Division 1B
| Clontarf FC Lansdowne RFC Buccaneers RFC UL Bohemian RFC Dungannon RFC University College Cork RFC Galwegians RFC Bruff RFC |

| Équipe                      | Stade                 | Capacité | Ville     |
| --------------------------- | --------------------- | -------- | --------- |
| Clontarf Football Club      | Castle Avenue         |          | Dublin    |
| Lansdowne RFC               | Lansdowne Road        |          | Dublin    |
| Buccaneers RFC              | Ericsson Park         | 10 000   | Athlone   |
| UL Bohemian RFC             | Thomond Park          | 26 500   | Limerick  |
| Dungannon RFC               | Stevenson Park        |          | Dungannon |
| University College Cork RFC | Mardyke Sports Ground |          | Cork      |
| Galwegians RFC              | Crowley Park          | 2 000    | Galway    |
| Bruff RFC                   | Kilballyowen Park     |          | Bruff     |

### Classement
| Rang | Club        | J  | V  | N | D | Bo | Bd | Pm  | Pe  | Diff | Pts |
| ---- | ----------- | -- | -- | - | - | -- | -- | --- | --- | ---- | --- |
| 1    | Clontarf    | 14 | 10 | 0 | 4 | 4  | 3  | 310 | 213 | +97  | 47  |
| 2    | Lansdowne   | 14 | 7  | 0 | 7 | 6  | 6  | 356 | 225 | +131 | 40  |
| 3    | Buccaneers  | 14 | 7  | 0 | 7 | 3  | 5  | 274 | 221 | +53  | 36  |
| 4    | UL Bohemian | 14 | 7  | 0 | 7 | 1  | 4  | 259 | 276 | -17  | 33  |
| 5    | Dungannon   | 14 | 7  | 0 | 7 | 2  | 2  | 284 | 341 | -57  | 32  |
| 6    | UC Cork     | 14 | 6  | 0 | 8 | 2  | 3  | 235 | 316 | -81  | 29  |
| 7    | Galwegians  | 14 | 6  | 0 | 8 | 1  | 3  | 239 | 309 | -70  | 28  |
| 8    | Bruff       | 14 | 6  | 0 | 8 | 0  | 1  | 219 | 275 | -56  | 25  |

|  | Qualifié pour les demi-finales et promu en Division 1A (no 1). |
|  | Promu en Division 1A (no 2).                                   |
|  | Barrage vs 8e Division 1A (no 3).                              |

## Phase finale

### Demi-finales
| 16 avril 2011 | Old Belvedere RFC | 22 - 20 | Clontarf FC |  |
| 16 avril 2011 |                   |         |             |  |
| 16 avril 2011 |                   |         |             |  |

| 17 avril 2011 | Cork Constitution RFC | 19 - 9 | Young Munster RFC |  |
| 17 avril 2011 |                       |        |                   |  |
| 17 avril 2011 |                       |        |                   |  |

### Finale
| 1er mai 2011 | Old Belvedere RFC | 20 - 17 | Cork Constitution RFC |  |
| 1er mai 2011 |                   |         |                       |  |
| 1er mai 2011 |                   |         |                       |  |

Old Belvedere remporte le premier titre de première division nationale de son histoire.

## Barrage
| 16 avril 2011 | Garryowen FC | 23 - 9 | Buccaneers RFC |  |
| 16 avril 2011 |              |        |                |  |
| 16 avril 2011 |              |        |                |  |